# 光武顕
光武 顕（みつたけ あきら、1931年（昭和6年）3月27日 - ）は、日本の政治家。元衆議院議員（1期）、長崎県議会議員（4期）、元佐世保市長（3期）。

## 略歴
長崎県佐世保市出身。1950年、長崎県立佐世保南高等学校卒業。東京大学大学院人文科学研究科修士課程修了。長崎県職員、佐世保市職員等を経て、長崎県議会議員選挙に立候補し当選。以後4期15年（1971-1986年）務めた。
県議4期目の途中、1986年の第38回衆議院議員総選挙へ立候補するが落選。4年後、1990年の衆議院議員選挙で初当選（無所属、当選後自由民主党に入党）。しかし1993年の衆議院議員選挙で再び落選し、国政から退く。
1995年、佐世保市長選挙に当選、以後3期連続当選。市長在任中は公共事業などのハード面をおさえ、介護保険や育児などの福祉面に力を入れたとの評価がある。2006年には、イオン九州が2004年に発表した相浦地区の優良農地に九州最大規模の超大型店舗を出店するための転用計画を認めないと6月の定例市議会で正式に表明した。 客足の分散を懸念する市商店街連合会などが反発し、賛否の論争が巻き起こったことなど、世論の動向が判断材料となったとされる。
また、米海軍前畑弾薬庫を早期に移設・返還するよう、市の最重要課題として国等に働きかけ、2007年6月、日米合同委員会の下部機関である施設調整部会で針尾島弾薬集積庫への移設の概要について合意した。このことから、「今回初めて前畑弾薬庫の返還についても言及されており、喜びもひとしおであります」「私自身、安全性がどのように確保されているのか、直接国から、より詳細に話を聞きたいと考えております」などとするコメントを発表した。光武が市長退任後の2011年に日米合同委員会で合意したが、10年以上経過しながらも実現に至っていない。
高度な福祉や、ハウステンボス、九十九島、佐世保バーガーなどを活かした観光政策により、佐世保は全国から注目される都市ともなった。
3期目の任期満了を前にした2006年8月22日、記者会見で翌年の市長選挙に出馬しないことを表明し、自らの後継者として佐世保市前助役の野口日朗を指名したが、4月22日投開票の同選挙で野口は前県議会議員の朝長則男に敗れた。
将棋はアマ五段の腕前で、同じ長崎県選出の元衆議院議員である久間章生（元防衛大臣）は議員時代の将棋仲間でもあり、旧知の間柄である。